# Steatocranus

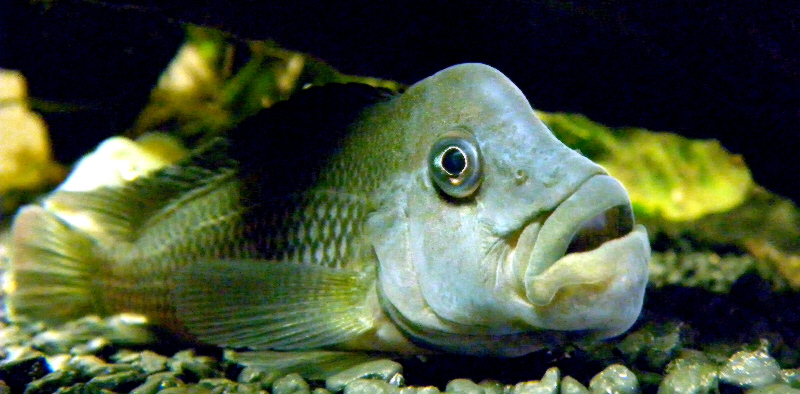
Steatocranus gibbiceps

Steatocranus és un gènere de peixos de la família dels cíclids i de l'ordre dels perciformes que és endèmic del riu Congo (Àfrica), tot i que una espècie, Steatocranus irvinei, es troba a Ghana.

## Taxonomia
- Steatocranus bleheri (Meyer, 1993)[3]
- Steatocranus casuarius (Poll, 1939)[4]
- Steatocranus gibbiceps (Boulenger, 1899)[5]
- Steatocranus glaber (Roberts & Stewart, 1976)[6]
- Steatocranus irvinei (Trewavas, 1943)[7]
- Steatocranus mpozoensis (Roberts & Stewart, 1976)[6]
- Steatocranus rouxi (Pellegrin, 1928)[8]
- Steatocranus tinanti (Poll, 1939)[4]
- Steatocranus ubanguiensis (Roberts & Stewart, 1976[6][9][10][11][12][13][14]